# William Sargant
William Walters Sargant (24 avril 1907 - 27 août 1988) est un médecin psychiatre britannique controversé, surtout connu pour le zèle évangélique avec lequel il a promu des traitements comme les cures de sommeil, les électrochocs, les cures de Sakel et la psychochirurgie.

## Biographie
Sargant est né dans une grande et riche famille méthodiste dans le quartier de Highgate à Londres. Son père est courtier et sa mère, Alice Walters, est la fille d'un pasteur méthodiste issu d'une famille de brasseurs gallois. Il suit des cours à la Leys School à Cambridge puis étudie la médecine au St John's College, enfin il reçoit le titre de docteur au St Mary's Hospital à Londres.
Son ambition de devenir médecin traitant ayant été brisée par un rendu de recherche désastreux et par une dépression nerveuse, il se tourne vers la psychiatrie. Après avoir été entraîné par Edward Mapothe à l’hôpital Maudsley, il travaille au service des urgences de Stutton pendant la Seconde Guerre mondiale.
En 1948, il est nommé directeur du département de psychiatrie à l'hôpital St Thomas à Londres et y reste jusqu'à son départ en retraite en 1972. Il a, au cours de cette période, diverses activités en parallèle, que ce soient des interventions ponctuelles dans d'autres hôpitaux ou un cabinet de consultation privé sur Harley street.

## Publications
Sargant coécrit un livre sur les traitements chirurgicaux en psychiatrie qui est réédité à 4 reprises. Il écrit de nombreux articles dans la presse médicale spécialisée, ainsi qu'une autobiographie, L'esprit inquiet, et un livre intitulé Bataille pour l'esprit, dans lequel il discute de la nature des processus par lesquels nos esprits sont influencés par les autres.
Bien qu'il soit resté une personnalité majeure de la psychiatrie britannique de l'après Seconde Guerre mondiale, son enthousiasme pour les traitements médicaux discrédités comme les cures d'insuline ou les cures de sommeil profond, son aversion à l'égard de toute forme de psychothérapie et sa dépendance aux dogmes plutôt qu'aux preuves cliniques, ont fait de lui une figure controversée de la psychiatrie dont les travaux sont rarement cités dans les publications modernes.